# Morrigan
Morrígan (Mórrígan ou Morrigane ou Morrígu ou Morrighan ou Morgan ou Grande Reine ou Reine fantôme) est une déesse celtique irlandaise du Massacre et un personnage de la mythologie celtique irlandaise, qui semble avoir été considérée comme une déesse, même si elle n'est pas mentionnée explicitement ainsi dans les textes.
Dans certains récits médiévaux, La Morrigan fait partie du groupe des trois déesses de la guerre, aux côtés des déesses Badb et Macha, ou parfois Nemain. Dans d'autres récits, les noms Morrigan et Badb sont utilisés alternativement pour désigner la déesse irlandaise de la guerre, ou bien sont toutes deux décrites comme des sorcières des Tuatha Dé Danann.
Dans plusieurs sources de la mythologie irlandaise, il est dit que le véritable visage de La Morrigan serait Morrígu, dont le nom est également Anu.
Ce qui laisse à penser que La Morrigan et Anu ne sont qu’une seule et même déesse, sous deux visages ou aspects différents.
La Morrigan est autant utilisée comme un nom pour Morrigu / Anu, qu’un titre pour Badb, Macha, Nemain… 
Ensemble, elles forment la triade Na Morrigna.

## Étymologie
L’origine du nom Morrigan ainsi que sa signification font encore débat. Une chose est sûre, son nom est issu de l’Irlandais ancien ou moyen et il apporte des indices sur l’identité de la déesse.
Trois hypothèses sur l’étymologie du nom Morrigan sont généralement retenues. Celui-ci pourrait signifier : « Grande reine », « Reine des mers » ou « née de la mer », ou finalement « Reine Fantôme ».
La traduction la plus évidente serait la première. En effet, Mór en irlandais signifie « Grand » ou « Gros » et rígan « reine ». Les textes en Moyen Irlandais appuient cette interprétation puisque le nom y apparaît souvent avec un accent aigu sur le « o ». Néanmoins, dans la majorité des cas la syllabe mor reste non marquée dans les textes, ce qui signalerait qu’elle a une origine et une signification différente. « Grande Reine » pourrait en fait être une interprétation postérieure de copistes, qui, ne connaissant plus la signification de la syllabe mor, l’auraient remplacée par une syllabe proche dont ils connaissent le sens : mór.
Une deuxième interprétation viendrait du mot muir en irlandais ancien qui se traduit par « mer » ou « eau ». Dans ce cas, le nom Morrigan voudrait dire « Reine des mers » (muir- rígan) ou « Née de la mer » (muir-gen ou mori-gena). Ainsi, il serait encore plus facile de rattacher la Fée Morgane de la légende Arthurienne à la déesse Morrigan. Toutefois le « r » de muir est palatisé et ne devient neutre qu’au génitif : mara, mora ou moro (selon les Contributions to a Dictionary of the Irish Language de la Royal Irish Academy). Seulement ce génitif est très rarement employé ce qui viendrait contredire l’hypothèse d’une origine aquatique du nom.
Pour ce qui est de la dernière traduction « Reine Fantôme », elle retient l’attention de nombreux spécialistes comme Whitley Stokes. Selon eux la syllabe mor serait apparentée au mot scandinave et germain mara et à l’anglo-saxon maere, qui serviraient de racine au mot anglais « nightmare » et au Français « cauchemar ». Ces mots désigneraient un esprit féminin effrayant. On retrouve le même sens dans le folklore Suédois où mara est une femme qui, la nuit, se métamorphose pour aller nuire au bétail.
Finalement, si la racine première de Morrigan est bien mor au sens esprit, la traduction appropriée serait reine esprit ou plutôt « Reine Fantôme »,. Cette traduction est considérée comme la plus appropriée en l’état actuel des connaissances.

## Mythologie
Fille d’Ernmas, des Tuatha Dé Danann, elle est unie au dieu-druide Dagda. Les généalogies du Lebor Gabála Érenn l'associent à ses sœurs Badb et Macha dont elle partage les fonctions au point que les spécialistes les tiennent souvent pour équivalentes.
Elle apparaît parfois comme un vol de trois corneilles ou comme un corbeau.
Selon Philippe Jouët, Morrigan serait la personnification de l’Aurore présente dans différentes cultures indo-européennes ; c’est une divinité complexe qui est à la fois la rivale et l’auxiliaire du héros par excellence Cúchulainn. Pareille à l'Aurore védique Ushas, elle se déplace sur les champs de bataille dans un équipage rouge, sur un char guidé par un cheval rouge qui n'a qu'une seule jambe[réf. souhaitée].
Déesse dite guerrière, elle n'est pas essentiellement une combattante, mais procède à la qualification des héros[Quoi ?]. Au cours des guerres, elle apparaît sous diverses formes animales et pour l’invoquer, il faut croasser. Entre autres pouvoirs qui lui sont nombreux, elle peut inspirer la peur ou le courage aux guerriers.[réf. souhaitée]

### Le culte réservé à la déesse Morrigan
Dans l'Antiquité, il y aurait pu y avoir des cultes qui lui soient dédiés à des moments précis. Par exemple lors de batailles ou lors de moments historiques importants. Chaque divinité avait droit à un culte lui étant dédié. Dans le cas de la déesse Morrigan, il est fort probable qu'elle ait reçu des dévotions liées aux souverainetés, aux batailles et également lors des rituels funéraires. On ne connaît pas grand-chose sur le culte dédié à Morrigan. C'est-à-dire comment procédaient-ils ? Pour quelles occasions ? Tout n'est que suppositions.
Néanmoins, ses autels avaient une forme basique : un trou dans lequel on mettait les offrandes en le recouvrant de terre. Parfois ses offrandes n'étaient autre que les corps, les têtes coupées et les crânes des ennemis tués au combat. En offrant les corps à la divinité, ils honoraient la valeur héroïque de leurs ennemis. Sinon elle recevait des offrandes plus classiques en tant que déesse de la guerre telles que des butins de guerre, des armes, des armures, bijoux volés aux ennemis. D'autres pouvaient ce référer à ses symboles tels que des plumes noires qui rappellent ses alliés les corbeaux ou sinon des fourrures qui soulignent son amitié pour les loups et les bêtes sauvages.
On sait que les guerriers celtes recevaient un rituel funéraire assez spécial qui consistait à laisser leurs cadavres sur le champ de bataille dans le but que les oiseaux charognards (en l'occurrence des corneilles) viennent les manger. Les corneilles étaient selon les croyances celtiques des incarnations de la déesse Morrigan. L'idée était que celle-ci se nourrissait de leurs corps et s'envolait dans le ciel rejoindre les dieux avec leur âme guerrière. Pour les Celtes, cela était le rituel funéraire le plus sacré car il mettait à l'honneur l'héroïcité des morts au combat et en même temps les sanctifiait également. Les Celtes donnaient aussi en sacrifice aux déesses de la guerre des animaux, en particulier des chevaux morts au combat avec leur cavalier.

### Dans leCycle d'Ulster
Dans le Táin Bó Cúailnge (la razzia des vaches de Cooley), sous l’apparence d’une belle et jeune fille aux sourcils roux, elle tente de séduire Cúchulainn, qui refuse ses avances. Elle le menace sous l’aspect de différents animaux et, pendant qu’il combat, elle s’enroule autour de sa cuisse en prenant la forme d'une anguille. Le héros s’en défait et la blesse. Il est alors absent du combat pour un long moment, mais lorsqu'il revient combattre, il aperçoit une femme qui lave ses vêtements ensanglantés dans la rivière. Il sait alors que son heure a sonné.
Plus tard, c’est en corneille qu’elle assiste à l’agonie de Cúchulainn, perchée sur son épaule.

## Source primaire
- La Rafle des vaches de Cooley, récit celtique irlandais traduit du gaélique, présenté et annoté par Alain Deniel, L’Harmattan, Paris, 1997.

## Postérité
- Morrigan a, selon certains critiques, servi d'inspiration à la Fée Morgane. Morgane serait une variante gaélique de Morrigan et les deux personnages peuvent se transformer en oiseau[14].
- Dans Le Seigneur des anneaux de J. R. R. Tolkien, le personnage de Galadriel présente des points communs avec Morrigan. La Fiole de Galadriel correspondrait chez Morrigan à une potion liquide et pâle contenue dans une fiole en verre[15].
- Morrigan est une des 1 038 femmes représentées dans l'œuvre contemporaine The Dinner Party de Judy Chicago, aujourd'hui exposée au Brooklyn Museum. Cette œuvre se présente sous la forme d'une table triangulaire de 39 convives (13 par côté). Chaque convive étant une femme, figure historique ou mythique. Les noms des 999 autres femmes figurent sur le socle de l'œuvre. Le nom de Morrigan figure sur le socle, elle y est associée à la déesse Kali, quatrième convive de l'aile « I » de la table[16].

## Culture populaire
- Dans le jeu vidéo Assassin's Creed: Rogue le navire du personnage principal Shay Patrick Cormac se nomme le Morrigan, en hommage à ses origines irlandaises.
- Morrigan est un personnage disponible dans le jeu vidéo Dragon Age: Origins en tant que protagoniste de classe Mage et spécialisé en métamorphose (tout comme le personnage mythologique qui se transforme en corbeau), qui apparaît également dans Dragon Age : Inquisition.
- Morrigan est un morceau de l'album I Worship Chaos du groupe de métal finlandais Children of Bodom.
- The Morrigan's Call est un morceau de l'album The Morrigan's Call du groupe irlandais de folk métal nommé Cruachan.
- Dans la série Lost Girl, « Morrigan » est le titre que l'on donne au chef des Fées de l'Ombre.
- Morrigan est un personnage qui apparaît dans la série Hercule, au cours de la 5e saison.
- Moriganes (avec un seul "g") est le titre du tome 5 de la série Complainte des landes perdues, une bd scénarisée par Dufaux et dessinée par Delaby
- Dans le tome 8 de la saga littéraire l'Épouvanteur, elle est l'une des antagonistes principales.
- Morrigan apparaît dans le premier tome (L'alchimiste) de la série Les Secrets de l'immortel Nicolas Flamel de Michael Scott comme étant une déesse du côté de mauvais Ainés.
- Morrigan Aensland est un personnage de jeu vidéo dans la série Darkstalkers développé par Capcom.
- Morrigan est une déesse jouable dans le jeu vidéo SMITE.
- Morrigan apparait dans le dlc viking conquest du jeu Mount and Blade: Warband
- Morrigan ou Mor est la cousine du grand seigneur Rhysand de la cour de la nuit, elle apparaît pour la première fois dans Un palais de colère et de brume, deuxième tome de la série Un palais d'épines et de roses de Sarah J. Maas.
- Morrigan apparaît dans le jeu vidéo vampyr comme la mère ou encore la reine écarlate. Elle serait la mère de myrddin et des vampires ici désignés comme Ekkons.
- Morrigan's Fury est un morceau de l'album Echoes of the wolf du groupe français FENRIR.
- Morrigan est une vampire du Clan Brujah ayant régné sur une partie de l'Irlande dans le Monde des ténèbres.
- Dans The Ancient Magus Bride, il est révélé dans le chapitre 84 que la déesse rencontrée plus tôt s'appelle Morrigan.
- Morrigane Crow (version originale : Morrigan Crow) est le personnage principal de la saga Nevermoor.

### Vidéo
- Chaîne YouTube Imaginaire Celtique : "La Morrigan, déesse irlandaise de la mort ?", avec Noémie Beck, Maitre de Conférences à l'Université de Savoie Mont Blanc.